# Frédéric-François II de Mecklembourg-Schwerin
Pour les articles homonymes, voir Frédéric-François.
Frédéric-François II de Mecklembourg-Schwerin (en allemand Friedrich Franz II von Mecklenburg-Schwerin), né le 28 février 1823 à Ludwigslust et mort le 15 avril 1883 à Schwerin, est grand-duc de Mecklembourg-Schwerin de 1842 à 1883.

## Biographie
Fils du grand-duc Paul-Frédéric et de son épouse Alexandrine de Prusse, il est un neveu du roi de Prusse et futur empereur allemand Guillaume Ier. Il succède à son père comme grand-duc de Mecklembourg-Schwerin à l'âge de dix-neuf ans en 1842. Frédéric-François voyage beaucoup, il visite par exemple la Russie, l'Italie et l'Orient. Le 20 octobre 1849, il épouse Augusta de Reuss-Köstritz.
En 1864, avant la guerre des Duchés, il se voit offrir le commandement d'un corps d'armée prussien par son oncle, le roi Guillaume Ier, offre qu'il décline. D'une part il craint une attaque de la côte mecklembourgeoise par le Danemark, et d'autre part, il est l'ami du roi danois. Par solidarité familiale et patriotique envers son oncle, il accepte cependant d'accueillir le quartier général prussien.
En revanche, deux ans plus tard, pendant la guerre austro-prussienne, il s'engage activement du côté prussien.
En 1870, pendant la guerre contre la France, il est commandant en chef à la tête du 13e corps d'armée de l'armée impériale, et se distingue lors du siège de Nogent-le-Rotrou. Plus tard, il prend le commandement d'une division composée du 1er corps d'armée royal bavarois, de deux divisions de cavalerie prussiennes et de deux divisions d'infanterie dans la région d'Orléans. Après la paix du 16 juin 1871, l'empereur Guillaume Ier lui confie la 2e inspection de l'armée et nomme le grand-duc colonel général d'infanterie avec le grade de maréchal général prussien le 2 septembre 1873.
Il fonde en 1882 le musée d'art grand-ducal de Schwerin, aujourd'hui musée d'art d'État rassemblant de nombreuses œuvres (notamment flamandes), avec la collection animalière de Jean-Baptiste Oudry (1686 – 1755), la plus importante au monde.

## Mariage et descendance
Frédéric-François II épouse le 3 novembre 1849 en premières noces Augusta de Reuss-Köstritz (1822 – 1862), fille d'Henri LXIII Reuss de Köstritz (1786 – 1841) et sœur du diplomate Henri VII Reuss de Köstritz. Ils ont six enfants :
- Frédéric-François III (1851 – 1897), qui épouse en 1879 Anastasia Mikhaïlovna de Russie (1860 – 1922) ;
- Paul-Frédéric de Mecklembourg (1852 – 1923), qui épouse Marie de Windisch-Graetz, d'où postérité ;
- Marie (1854 – 1920), qui épouse le grand-duc Vladimir Alexandrovitch de Russie (1847 – 1909) ;
- Nicolas (1855 – 1856) ;
- Jean-Albert (1857 – 1920), régent du grand-duché de 1897 à 1901 puis régent du duché de Brunswick de 1906 à 1913, il épouse en 1886 la princesse Élisabeth de Saxe-Weimar-Eisenach (1854 – 1908), fille de Charles-Alexandre de Saxe-Weimar-Eisenach et de Sophie d'Orange-Nassau ;
- Alexandre (mort le jour de sa naissance en 1859).

Veuf, il se remarie le 12 mai 1864 avec la princesse Anne de Hesse-Darmstadt (1843 – 1865) qui lui donne une fille :
- Anne (7 avril 1865 – 8 février 1882).

Après un nouveau veuvage, il contracte une troisième union le 4 juillet 1868 avec Marie de Schwarzbourg-Rudolstadt (1850 – 1922) qui lui donne quatre enfants :
- Élisabeth-Alexandrine de Mecklembourg-Schwerin (1869 – 1955), qui épouse en 1896 le grand-duc Frédéric-Auguste II d'Oldenbourg ;
- Frédéric-Guillaume (1871 – 1897) ;
- Adolphe-Frédéric (1873 – 1969) ;
- Henri de Mecklembourg-Schwerin (1876 – 1934), qui épouse en 1901 la reine Wilhelmine des Pays-Bas (1880 – 1962).

## Généalogie
Frédéric-François II de Mecklembourg-Schwerin appartient à la lignée de Mecklembourg-Schwerin ; cette lignée appartenant à la première branche de la maison de Mecklembourg s'éteint avec le grand-duc Frédéric-François V de Mecklembourg-Schwerin en 2001.